# Сигнаївка
Сигнаївка — село в Україні, у Шполянській міській громаді Звенигородського району Черкаської області.

## Географія

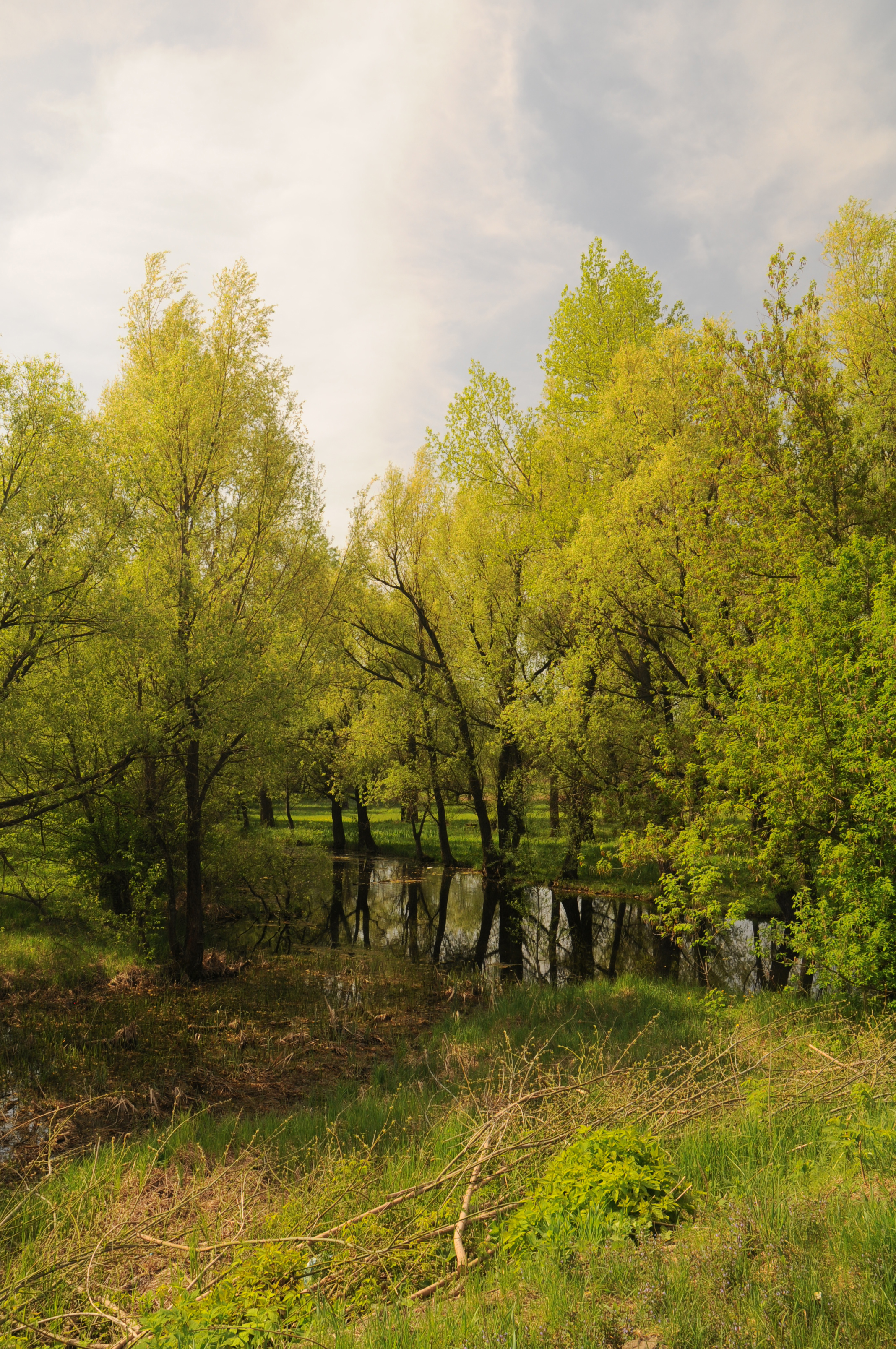
Котів яр в селі Сигнаївка

Село Сигнаївка розташоване за 67 км від обласного центру та 42 км від районного центру. Селом тече річка Мар'янівка, яка впадає у Гнилий Ташлик. Загальна площа територіальних меж села — 3674 га, площа населеного пункту — 769 га. В селі налічується  1048 домогосподарств.

## Історія
Поселення виникло на вододілі між річками Дніпро та Південний Буг, між річечками Шполка та Гнилий Тікич, які з'єднувала водна артерія, що пролягала між Мар'янівкою, Сигнаївкою, де курсували тогочасні човни.
У давнину на березі чистої річечки, у верболозах, поряд із дрімучим лісом поселились утікачі. Поселення Сигнаївка виникло на початку XIII століття за даними «Історії міст і сіл УРСР. Черкаська область». Однак перша згадка датується серпнем 1197 року в літописі — виданні Речі Посполитої (Варшава).
Історія Сигнаївки тісно пов'язана з історією всієї України, землі якої не раз спустошувалися половецькими ордами, татарами і турками, але знову відроджувалися.
Стосовно походження назви села найпопулярнішою є версія Лаврентія Похилевича, який стверджував в «Сказанні…» (1864), що «назва села походить від могил край дороги, на яких, за переказами, під час татарської навали жителі виставляли сторожу, яка сигналами повідомляла про наближення ворога».
Сигнаївка, як і більшість правобережних земель, майже до кінця XVIII століття залишалась у складі Польської держави.
Сигнаївці займатися сільським господарством, рибальством, полюванням та гончарством.
У 1768 році мешканці Сигнаївки, Лебедина, Матусова, Шполи під проводом ватажків Степана Главацького і Савки Плиханенка стали активними учасниками Коліївщини
Станом на 1885 рік у колишньому власницькому селі Шполянської волості Звенигородського повіту Київської губернії мешкало 1800 осіб, існували 2 православні церкви, 3 постоялих будинки, 3 вітряних млинів.
З 7 березня 1923 року село перебувало в складі Шполянського району Черкаської області.
22 серпня 2017 року, в ході децентралізації, Сигнаївська сільська рада об'єднана з Шполянською міською громадою.
19 липня 2020 року, в результаті адміністративно-територіальної реформи та ліквідації Шполянського району, село увійшло до складу новоутвореного Звенигородського району.

## Населення
За переписом 1897 року кількість мешканців зросла до 2621 особи (1293 чоловічої статі та 1328 — жіночої), з яких всі — православної віри.

### Мова
Розподіл населення за рідною мовою за даними перепису 2001 року:
| Мова            | Кількість | Відсоток |
| --------------- | --------- | -------- |
| українська      | 1946      | 97.79%   |
| російська       | 29        | 1.46%    |
| румунська       | 8         | 0.40%    |
| білоруська      | 3         | 0.15%    |
| інші/не вказали | 4         | 0.20%    |
| Усього          | 1990      | 100%     |

## Освіта
У 1890-х роках ХІХ століття Сигнаївка належала княгині Урусовій. В селі панувала повна неписьменність. У церковно-приходській школі навчалося лише 90-98 дітей заможних верств населення. Монополію на освіту мав священик, який жертвував гроші на школу, а його дві дочки вчителювали.
Після Жовтневого перевороту 1917 року в Сигнаївці почала працювати початкова школа, яка згодом перепрофільована  у семирічну, а у 1930-х роках — у середню. Неписьменність серед дорослого населення була ліквідована у 1929—1931 роках.

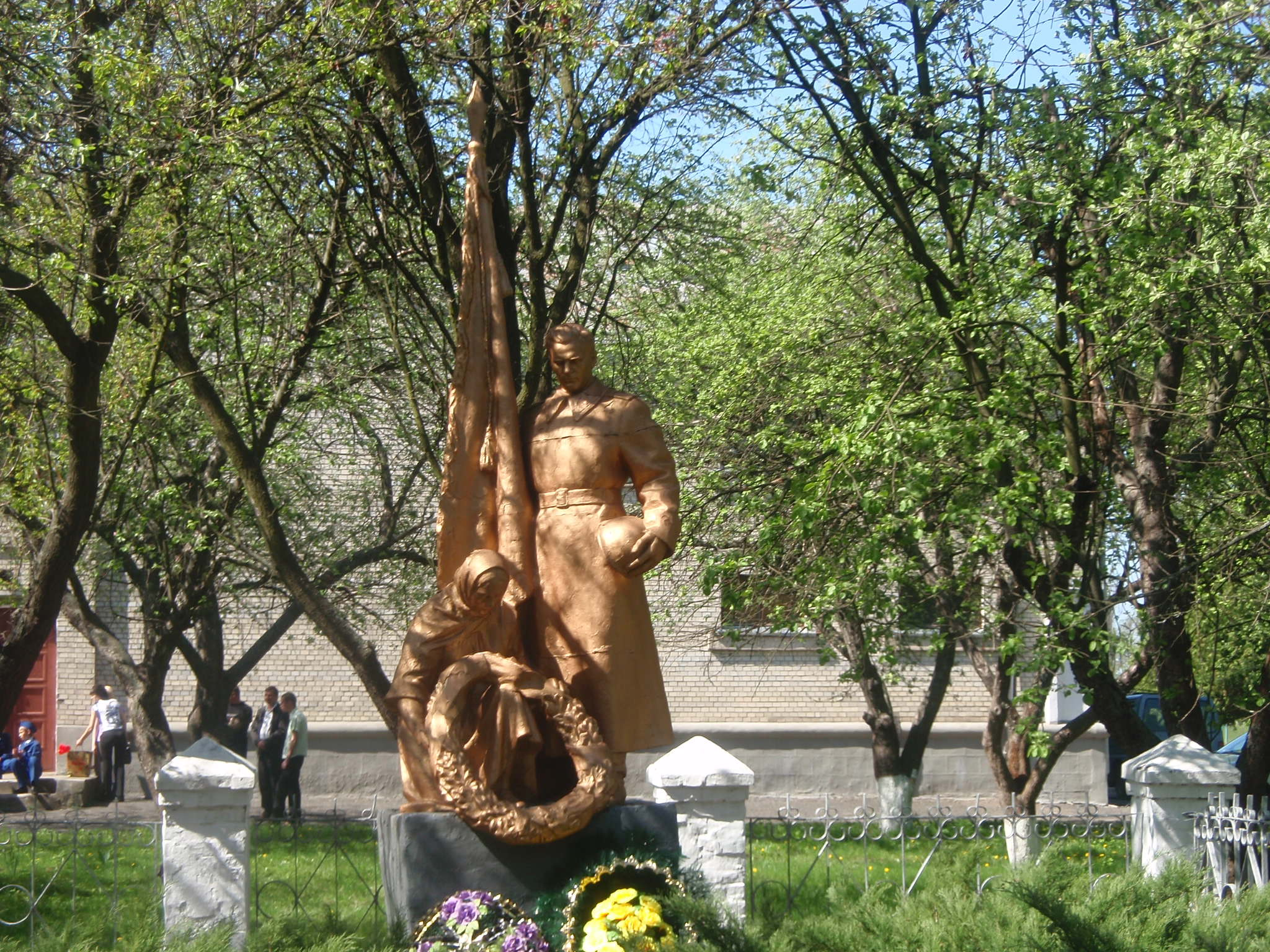
Братська могила радянських воїнів

Під час німецько-фашистської окупації села у вересні 1941 року було відкрито початкову школу, проте через два місяці німці її закрили, а приміщення пристосували під лазарет. Після визволення села у січні 1944 року було оголошено про відновлення роботи школи.
До 1954 року школа була семирічною, а з 1966/1967 навчального року школа знову стала 10-річною. Нова історія розвитку освіти у Сигнаївці розпочалась з будівництва нового приміщення школи у 1988 році, яке було введено в експлуатацію 1990 року (нині — Сигнаївський НВК «ДНЗ-ЗОШ І—ІІІ ступенів»).
На базі сільського Будинку культури діє дитяча музична школа.

## Транспорт

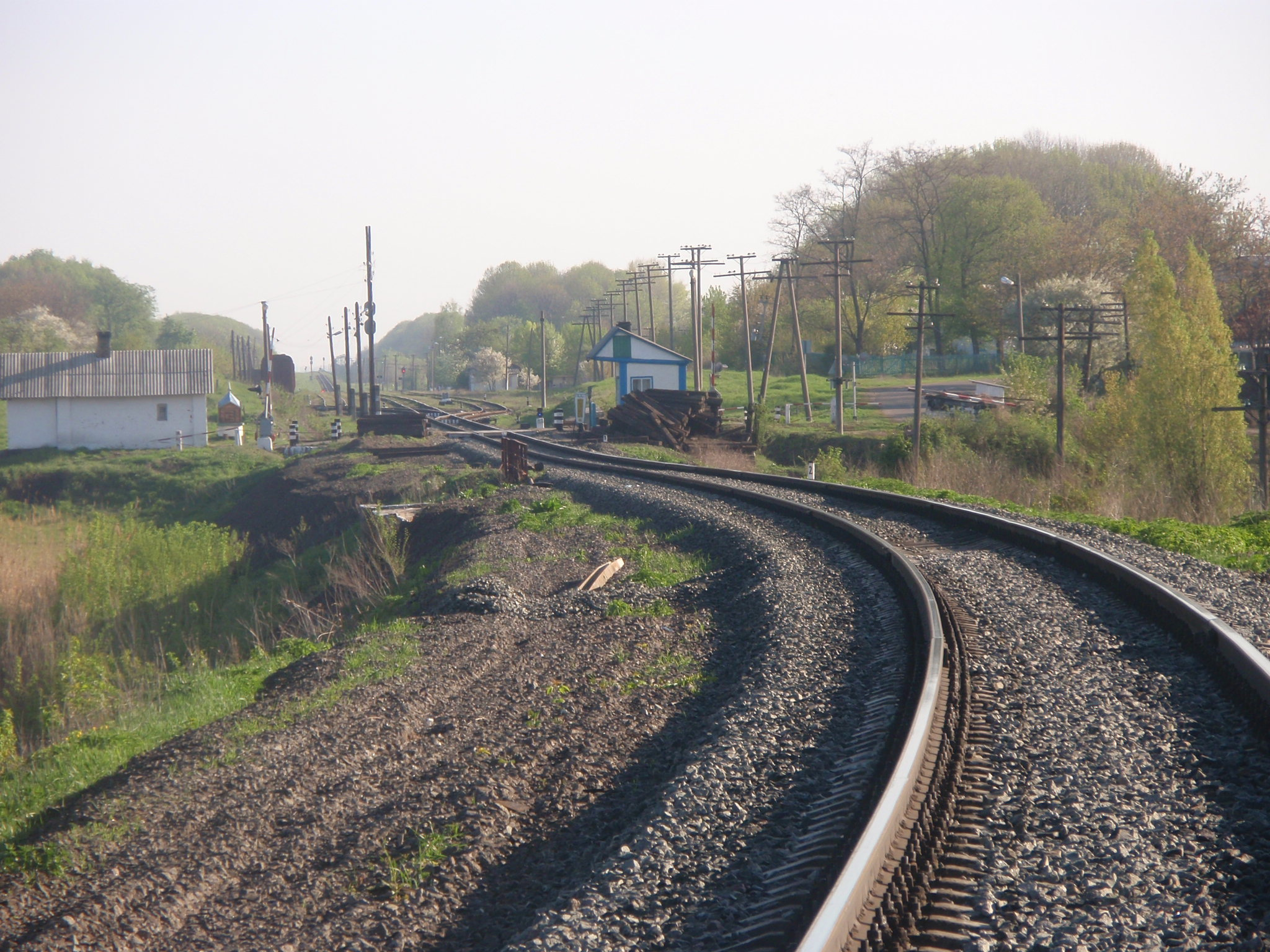
Залізничний переїзд біля станції Сигнаївка

Через село пролягає автошлях національного значення Н16 (Черкаси — Умань — Гайсин — Брацлав, завдожки 317 км), який був побудований у 1961 році під керівництвом інженера Степана Кожум'яки та залізнична лінія Цвіткове — Христинівка, на якій розташована станція Сигнаївка.

## Культура
У 1932 році був створений гурток духової музики в селі Сигнаївка. У 1947—1949 рокаах керівником першого повоєнного духового оркестру був Рекунков Никифор Наумович, у 1949—1950 роках оркестром керував Микола Панасович Шульга. З 1950 по 1988 роки незмінним керівником оркестру був Шульга Іван Панасович. У 1987—2008 роках народним аматорським духовим оркестром керував Микола Олексійович Крезуб. У 2008 році керівником став Анатолій Олексійович Підмогильний, який керує колективом і понині.

## Фільмографія
У 2018 році в селі відбувалися зйомки українського історичного фільму «Крути 1918».

## Пам'ятки
- Котів яр — гідрологічний заказник місцевого значення.

## Відомі особи
У Сигнаївці народилися й проживали
- Бессараб Олександр — радянський офіцер, учасник штурму Рейхстагу
- Бобуров Руслан Юрійович (23.03.1966—31.01.2015) солдат Збройних сил України, учасник російсько-української війни
- Влизько Олекса Федорович — поет
- Волков Михайло — Заслужений працівник культури України
- Губа Юрій Петрович (01.08.1976—05.03.2022) — старший сержант Збройних сил України, учасник російсько-української війни
- Кузьменко Олександр — заслужений артист України
- Микола Шамрай — народний артист Російської Федерації
- Литвин Олексій — лауреат міжнародних та всесоюзних конкурсів, учасник оркестру Молдовської державної телерадіокомпанії
- Лоцман Руслана Олександрівна — Заслужена артистка України, кандидат педагогічних наук
- В'ячеслав Супрунов — Заслужений артист УРСР
- Чорнозуб Раїса — поетеса
- Шульга Іван Панасович — Заслужений працівник культури УРСР